# Odontanthias randalli
Odontanthias randalli là một loài cá biển thuộc chi Odontanthias trong họ Cá mú. Loài này được mô tả lần đầu tiên vào năm 2011.

## Từ nguyên
Từ định danh randalli được đặt theo tên của John E. Randall, cố nhà ngư học người Mỹ, người đã có những đóng góp kiến thức đáng kể về những loài cá khu vực Ấn Độ Dương-Thái Bình Dương nói chung.

## Phân bố
O. randalli mới chỉ được phát hiện ở ngoài khơi phía đông đảo Lombok (thuộc quần đảo Sunda Nhỏ, Indonesia). Toàn bộ mẫu vật được thu thập từ chợ cá Tanjung Luar ở địa phương.

## Mô tả
O. randalli có chiều dài chuẩn (standard length) lớn nhất là 12,6 cm (tổng chiều dài của mẫu này là 21,2 cm).
Cá màu hồng, mỗi vảy cá ở nửa thân trên có đốm vàng tươi. Đầu hồng nhạt hơn với các vệt chữ V xoay ngang màu vàng kéo dài từ chóp mõm ra sau thành hai sọc tới rìa nắp mang (sọc trên băng qua mắt, sọc dưới ngay cạnh dưới ổ mắt). Gáy hơi vàng, 4 đốm hồng nhạt ở bên dưới gốc vây lưng. Vây lưng có màu vàng, lốm đốm vài chỗ màu hồng. Vây hậu môn màu hồng nhạt, có sắc vàng giữa gai thứ hai và thứ ba kéo dài đến phần màng vây liền kề phía sau. Vây đuôi có màu hồng với sắc vàng ở gốc, và kéo dài dọc theo hai thùy. Vây ngực phớt hồng với sọc vàng kéo dài từ gốc vây đến khoảng 1/3 khoảng cách của tia dài nhất. Vây bụng cũng hồng với sắc vàng trên màng tia mềm thứ nhất và thứ hai.
Số gai ở vây lưng: 10; Số tia vây ở vây lưng: 16–17; Số gai ở vây hậu môn: 3; Số tia vây ở vây hậu môn: 7; Số gai ở vây bụng: 1; Số tia vây ở vây bụng: 5; Số tia vây ngực: 15–16; Số vảy đường bên: 37–39.